# Ардивилерс ан Вексен
Ардивилерс ан Вексен (фр. Hardivillers-en-Vexin) насеље је и општина у североисточној Француској у региону Пикардија, у департману Оаза која припада префектури Бове.
По подацима из 2011. године у општини је живело 122 становника, а густина насељености је износила 25,31 становника/km². Општина се простире на површини од 4,82 km². Налази се на средњој надморској висини од 180 метара (максималној 164 m, а минималној 119 m).

## Демографија
| 1962. | 1968. | 1975. | 1982. | 1990. | 1999. | 2011. |
| ----- | ----- | ----- | ----- | ----- | ----- | ----- |
| 71    | 73    | 54    | 62    | 100   | 129   | 122   |

График промене броја становника у току последњих година